# Edward I. Edwards

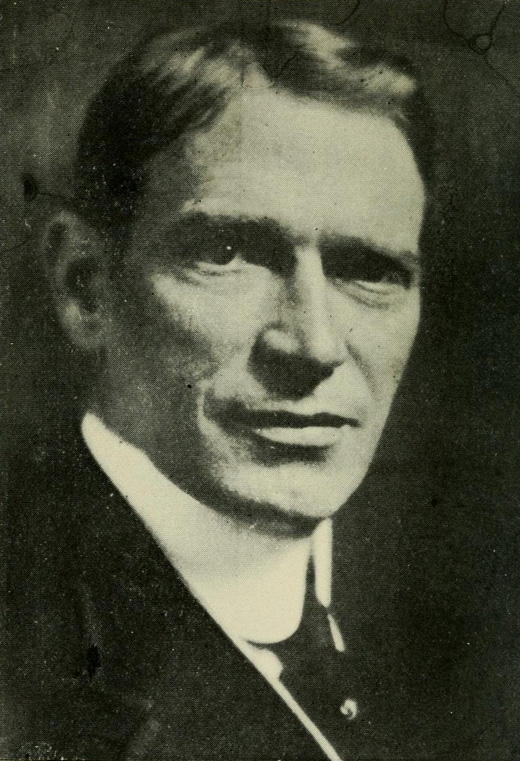
Edward Irving Edwards, 1921

Edward Irving Edwards (* 1. Dezember 1863 in Jersey City, New Jersey; † 26. Januar 1931 ebenda) war ein US-amerikanischer Politiker und von 1920 bis 1923 Gouverneur des Bundesstaates New Jersey. Außerdem vertrat er seinen Staat zwischen 1923 und 1929 im US-Senat.

## Frühe Jahre und politischer Aufstieg
Edward Edwards besuchte die öffentlichen Schulen seiner Heimat und studierte danach an der New York University. Es folgte ein Jurastudium mit einem Praktikum in der Kanzlei seines Bruders. In der Folge stieg Edwards zu einem erfolgreichen Geschäftsmann auf. Er war sowohl im Bankwesen als auch im Eisenbahngeschäft beteiligt. Außerdem war er im Baugewerbe involviert. Später wurde er Vorstandsmitglied und Vorstandsvorsitzender der First National Bank of Jersey City.
Edwards war Mitglied der Demokratischen Partei. Zwischen 1911 und 1917 war er Leiter des Rechnungshofes von New Jersey (Comptroller). Danach war er von 1918 bis 1920 Mitglied des Staatssenats. Am 4. November 1919 wurde er als Kandidat seiner Partei zum Gouverneur seines Staates gewählt.

## Politik

### Gouverneur von New Jersey
Edward Edwards trat seine dreijährige Amtszeit am 20. Januar 1920 an. In seiner Amtszeit wurden die Bestimmungen für Entschädigungen bei Arbeitsausfällen zu Gunsten der Arbeitnehmer verbessert. Gouverneur Edwards war auch ein Gegner der Prohibition, musste sich aber in diesem Falle der Bundesgesetzgebung fügen. Da die Staatsverfassung eine direkte Wiederwahl des Gouverneurs ausschloss, entschied sich Edwards im November 1922, sich um einen Sitz im US-Senat zu bewerben. Mit Hilfe des demokratischen Parteichefs in New Jersey, Frank Hague, konnte er den bisherigen Amtsinhaber Joseph Sherman Frelinghuysen von der Republikanischen Partei schlagen. 

### Edwards im US-Senat
Am 4. März 1923 trat Edwards sein Mandat als Class-1-Senator in Washington an. Dort absolvierte er eine sechsjährige Legislaturperiode, während der er keine auffallende Rolle spielte. Im Jahr 1928 stellte er sich zur Wiederwahl, unterlag aber dem Republikaner Hamilton Fish Kean, der ihn dann am 4. März 1929 in US-Kongress ablöste.

## Weiterer Lebenslauf
Nach seiner Rückkehr nach New Jersey begann für Edwards eine schwierige Zeit. Seine Frau Julie Blanche Smith, mit der er zwei Kinder hatte, war bereits 1928 gestorben. Dann verlor er die Unterstützung von Parteichef Hague, der seine Sympathien A. Harry Moore zuwandte. Die im Oktober 1929 ausgebrochene Weltwirtschaftskrise brachte Edwards an den Rand des finanziellen Ruins. Darüber hinaus wurde er noch in einen Wahlbetrugsskandal verwickelt. Nachdem man bei ihm dann auch noch Hautkrebs feststellte, erschoss sich Edwards am 26. Januar 1931 in seinem Heim in Jersey City.